# 学園王子
『学園王子』（がくえんおうじ）は、柚月純による日本の漫画作品。『別冊フレンド』（講談社）において、連載終了。単行本は全12巻。

## ストーリー
名門・私立城史丘学園高等部――通称「ジョシ高」。女子が圧倒的多数を占めるこの学園では、男子が数えるほどしかいない。その男子達は一部を除きいずれも美少年揃いである。学園内では、彼等をめぐって壮絶な争奪戦が行われる。

## 主な登場人物

### ジョシ高の生徒たち
沖津 リセ（おきつ リセ）
本作の主人公。ジョシ高2年Sクラス在籍。
平穏な生活のみを望む、地味な生徒。だが、キレるとヤンキー口調になり、顔も鬼のように厳つくなる。
超美形の転校生水谷梓と仮初めの交際を始めてから、波乱に巻き込まれ出す。
小学校の時は正義感の強い人気のある美少女だったが、小学校時代の赤丸と仲良くなったことで親友だった樋口（櫻井瀬里葉）に嫉妬され、いじめの標的となる。そして、赤丸がとあることのせいで約束を破ってしまったことから人が信用できなくなり、容姿を地味にして、目立たない学園生活を送ろうとしていた。
地味な容姿のためか、ジョシ高の女子たちに「ブス」と言われることが多いが、何も知らない人が見れば「美人」と言われるため、本来は美少女であることがうかがえる。最終回では、生徒会に入っている。
水谷 梓（みずたに あずさ）
2年Sクラスに編入してきた転校生。中学1年生の時に家出したらしい。聡明な美男子で、女装すると中々の美少女になる。
ジョシ高入学前は、自分に群がる女性達を利用して生きており、「助けてもらう礼にキスやセックスして何が悪い」という考えをもっていたが、リセと出会い変わっていく。
付き合い始めた当初はリセのことをなんとも思っていなかったが、やがて少しずつ彼女に惹かれていく。自分が関わるといつもリセを危ない目にあわせてしまうことを気に病んでおり、公開処刑のときにリセへの想いを自覚するも、危ない目にあわせたくないとリセにひどい言葉を言ってまでも身を引くことを決意する。
リセと別れた後は荒れていたが、紆余曲折を経て、生徒会に入る。
赤丸 臣（あかまる おみ）
ミステリアスな美少年。
リセを何かと気にかけている様子。身長187cm。アメが好物で、よく持ち歩いている（おそらく小学生時代の体験が原因）が、野菜嫌い。風紀委員。
実はリセや櫻井と同じ小学校であり、外国人と日本人のハーフ。貧乏だったことや母親のことでいじめられており、友達が居なかった。そんなとき、優しく話しかけてくれたリセと仲良くなり、次第に想いを寄せていくようになる。しかしやがてリセがいじめられるようなり、助けられなかったことを心の苦にしていた。リセとともに街を出ようとするが、母親から父親に売られ、赤丸家の養子となる。
その後、ジョシ高にリセがいると分かった時も、人目を避けるようにしていたリセを見て、「ああいう風にしてしまったのは自分だ」と責任を感じ声をかけられず、遠くから見守り、想い続けていた。
後にリセに告白し、付き合うことになるが、リセの心に水谷がいる事を悟り、別れた。
宗近 優（むねちか すぐる）
Sクラスの実力者。風紀委員。女子生徒の多くからは「宗近さま」と呼ばれる。
いつの間にかみんなのお父さん的存在になっていく。
家は世界各国にホテルを持つ大金持ちで、両親はあまり家にいないので、家業をよく手伝う。
目力がすごい（鼻血を噴く、妊娠すると女子生徒が思い込む、正視していられない等々）らしい。副会長曰く、「宗近の目が悪くなる前のモテぶりは男女問わず凄まじいものがあった」とのこと。
安西 龍太郎（あんざい りゅうたろう）
美少女のように愛らしい少年。女子達とも仲が良く、女装すると可愛い。
鮫島 聖也（さめじま せいや）
Sクラス男子の「規格外」的存在。
幼い頃に父の紹介で赤丸と出会って以来、赤丸のことを慕っている。しかし赤丸が使用した箸や牛乳パックを集める、赤丸の好き嫌いをメモしておく等の行動から最早ストーカーと化しており、当の赤丸からは邪険に扱われている（よく踏まれる）が、少しは大切に思われているらしく、ある危機に陥ったところを赤丸に体を張って助けられたこともある。
かなり体が小さく（おそらく30センチ強）、一部からは「小妖怪」とも呼ばれる。
小野寺 郁（おのでら いく）
保田の彼女。かわいいものが大好き。リセの親友で、リセをよくメイクアップする。
リセのことをとても大切に思っており、リセが瀬里葉と一緒にいた時期は嫉妬し、距離を置いていたが、リセの公開処刑後は「いくちゃん」と呼ばれるようになった。
保田 真也（やすだ しんや）
Sクラスの委員長。郁の彼氏。婚約式をあげ、ネクタイ交換もしている。
温厚な性格でクラスの皆を常に気遣い、大切に思っている。
不和 則子（ふわ のりこ）
Aクラス所属の女子生徒。水谷のことが好きで、リセにライバル意識を燃やしていたが、後に和解。現在は友達で、リセのことが好き。「ミス金太郎まんじゅう」に選ばれたこともあるらしい。
いわゆるツンデレで、素直ではないが、リセが郁がプレゼントしたペンケースを燃やしたと疑われたときは、「あの女がそんなめんどくさい事をするはずない」とリセに対する全幅の信頼を示した。
アルスラーン・エル・ナルガ・ラージェス
ラージェス国の第一王子。ペット（本人いわく親友）の小猿・ティティをいつも肩に乗せている。
日本人女性とのハーフだったために、幼いころから王位継承者の地位剥奪の危機に晒され、周りの人間がほとんど敵であり、何度も殺されかけた経験がある。それ故、権力を振りかざす傲岸不遜な性格になってしまったが、根は素直である。
宗近と幼馴染であり、たまたまアルバイトに来ていたリセを「ペット」として拉致するも、次第に彼女の温かさに惹かれていくようになる。リセをラージェス国に連れ帰ろうとしたが、リセの拒否と自分の母親が受けた扱いを思い出し、考えを改める。
一度はラージェス国に帰国するも、「リセを連れ帰れないならこっちに来るまでだ」と言い、「タケシ・アサクサ」として、ジョシ高に転入する。その後は公務のために国に帰ったり、日本に来たりと忙しい日々を送っている。

### 生徒会
鬼塚 怜子（おにつか れいこ）
ジョシ高の生徒会長。ジョシ高の女子生徒からは尊敬、畏怖の念を込めて「怜子様」「生徒会長」と呼ばれている。大抵微笑んでいる。
利央（りお）
ジョシ高の生徒会書記。10歳程度の子供であり、飛び級制度を使ってジョシ高に入った。
実は女装した男の子で、兄がジョシ高の生徒会役員であり、生徒たちの間に生まれた特殊なルールを消そうと尽力していたが、その志半ばにして交通事故で死亡。そのショックでしゃべることができなくなってしまい、兄の形見であるネクタイを大切にしている。
当初は水谷が生徒会に入ることを認めようとしなかったが、後に認める。最終回では女装をやめ、以前と打って変わり、明るい性格になった。
副会長（ふくかいちょう）
3年生。本名不明。生徒会副会長。
常に笑顔を絶やさないが、腕を骨折した信長にナイフを突き付けたり、水谷にリセをあきらめさせるためにリセに薬を盛り、リセと赤丸がキスしているところを水谷に見せる等々、腹黒い一面を持ち合わせている。
信長 （のぶなが）
3年生。生徒会役員。どの役職は不明。身長は193cm。
飄々としたつかみどころのない性格の持ち主だが、かなり腹黒く、裏にも表にも顔が広い。
赤丸が気に入っているらしく、赤丸の気を引くために水谷の公開処刑をセッティングした張本人。基本的に自分は動かず、他人を使う。リセをレイプしようとしたために水谷の怒りを買って、腕の骨を折られた。
自分を慕う悠斗と実をあっさりと見捨てるなど、残酷な一面も持つが、瀬里葉の件では宗近に協力するなど、味方なのか敵なのか分からない人物。
優妃（ゆうひ）
生徒会役員。どの役職かは不明。鬼塚にいつも付き従っている。
和葉（かずは）、伊織（いおり）
生徒会役員。どの役職かは不明。
お互い仲は悪いが、伊織は宗近のことを慕っており、宗近にこまごまと世話を焼かれる水谷をライバル視している。

### その他のジョシ高関係者
杜川 悠斗（もりかわ ゆうと）、紫蘭 実（しらん みのる）
3年S組所属。信長には杜、蘭と呼ばれる。
洗礼で汚れてしまった己に優しく触れ美しいと言ってくれた信長を崇拝しており、信長の部下である。
水谷の公開処刑のときは2人で暗躍するが、全て暴かれたとき、信長にあっさりと見捨てられ、退学になった。
櫻井 瀬里葉（さくらい せりは）
ジョシ高に転校してきた世界的なトップモデル。
赤丸やリセと同じ小学校出身で、当時は樋口（ひぐち）と言う名前であり、学校でいじめられていたところをリセに助けられ、彼女の親友になった。赤丸に執念とも取れる恋心を寄せ、いつも物陰から見つめていたが、リセが赤丸と仲良くなったことに嫉妬し、根も葉もない噂を流してリセをいじめの対象とする。のちに母親が金持ちと結婚したらしく、名前を変えて整形し、顔も雰囲気も変えてジョシ高に転入、瞬く間に女子たちを虜にしていく。
赤丸に対する想いは変わらず、リセに取り入り、赤丸を脅して付き合い、婚約式をあげるも赤丸の目に自分は映っていないと分かり、リセを公開処刑にしようとする。しかし赤丸と水谷に止められ、「私を見て」と赤丸に懇願するも、最後まで振り向いてもらえることはなかった。その後、ジョシ高の生徒たちに過去がばれて、フランスに帰って行った。
「せりは」という名前は、リセからとったものらしい。
先生
リセがSクラスに転任する以前のAクラスの担任教師。本名不明。
能天気な性格だが生徒思いで、リセがSクラスに転任してからも「沖津は永遠に私の生徒」だと涙ながらに豪語するなど、至って善良な教師。
どこか抜けたところがあり、水谷の公開処刑を何かのイベントと勘違いし、水谷を見つけると学食のタダ券が貰えると思い込み、法被を着て参加するものの、その途中で女装した水谷と鉢合わせし、一目惚れしたような描写を見せたが思い留まった。

### 登場人物の家族たち
リセの母と妹
妹は中学生。二人ともリセが玉の輿に乗ることを望んでおり、リセが水谷と仮初の交際を始めた際には、かなり喜んでいた。
リセ曰く、「二人とも似ている」とのこと。
赤丸 将臣（あかまる まさおみ）
有名な政治家。何かの大臣であるらしい。
赤丸の母親を愛人として囲い、臣が生まれた。
本妻との間には子供ができなかったので、小学生の臣を母親から買った。そのせいで臣はリセとの約束を守ることができなかった。
赤丸の母親
外国人の女性。赤丸将臣との間に臣を設けたが、愛情は無く、「あの子（臣）のせいで故郷に帰れない」「あの子は私の足枷」「あの子の冷めた目が大嫌い」と言うなど、嫌々臣を育てていたが、のちに臣を父親に売り、その金で故郷に帰った。売春婦だったらしい。
谷口（たにぐち）
宗近に仕える執事。宗近を「ぼっちゃま」と呼ぶ。
水谷の父親
有名な資産家。最終回では、水谷と共に外国へ旅立とうとするが、リセたちに懇願され断念。

## 書籍情報
講談社・KCデラックス 別冊フレンド 
1. 学園王子 1 ISBN 978-4-06-372257-4
2. 学園王子 2 ISBN 978-4-06-372294-9
3. 学園王子 3 ISBN 978-4-06-372358-8
4. 学園王子 4 ISBN 978-4-06-375454-4
5. 学園王子 5 ISBN 978-4-06-375543-5
6. 学園王子 6 ISBN 978-4-06-375652-4
7. 学園王子 7 ISBN 978-4-06-375728-6
8. 学園王子 8 ISBN 978-4-06-375819-1
9. 学園王子 9 ISBN 978-4-06-375896-2
10. 学園王子 10 ISBN 978-4-06-375957-0
11. 学園王子 11 ISBN 978-4-06-376019-4
12. 学園王子 12 ISBN 978-4-06-376085-9